# 陈昆忠
陈昆忠（1955年—），浙江义乌人，汉族，中华人民共和国政治人物、第十一届全国人民代表大会浙江地区代表。
毕业于浙江省委党校社会发展专业，是中共党员。担任浙江省新闻出版局局长。2008年起担任全国人大代表。